# Walter Flinsch
Walter Flinsch (født 7. februar 1903, død 3. februar 1943) var en tysk roer, født i USA.
Flinsch var tysk mester i singlesculler i 1923-1928 (bortset fra 1925) deltog i to OL i mellemkrigstiden. Han vandt desuden flere tyske mesterskaber i andre bådtyper. Ved OL 1928 i Amsterdam roede han singlesculler, men blev slået ud i indledende heat.
Han var med igen ved OL 1932 i Los Angeles, hvor han stillede op i to discipliner. I otteren klarede den tyske båd sig ikke til finalen, men det gik bedre i firer uden styrmand. Sammen med Karl Aletter, Ernst Gaber og Hans Maier blev han ganske vist sidst i sit indledende heat, men tyskerne vandt derpå opsamlingsheatet og var deme i finalen. Her blev tyskerne besejret af den britiske båd, der vandt guld, mens Italien fik bronze.
Under 2. verdenskrig gjorde Flinsch tjeneste som testpilot i Luftwaffe og omkom, da hans fly styrtede ned under en øvelse i 1943.

## OL-medaljer
- 1932:  Sølv i firer uden styrmand